# サンギータ・ラトゥナーカラ
サンギータ・ラトゥナーカラ（サンスクリット: सङ्गीतरत्नाकर、IAST: Saṅgīta ratnākara、直訳「音と踊りの海」）はインドの古典音楽理論。13世紀シャールンガデーヴァ著。サンスクリット語。ヒンドゥスターニー音楽とカルターナカ音楽の両方のインド古典音楽の伝統において肝要の教本とされている。

## 著者
著者シャールンガデーヴァは、インド亜大陸北西部カシミールのバラモンの家に生まれた。イスラーム侵入のため南に移動し、ヒンドゥー王国のデカン地域エローラ石窟群の近くに移住した。マハーラーシュトラ州デーヴァギリを都とするヤーダヴァ王朝の頃である。シャールンガデーヴァは、シンガナ二世（在位c.1210-1246）の王宮に仕え、経理士として働く傍ら音楽を究めた。

## 内容
この書籍はサンスクリット語で書かれたサンギータ論である。サンギータとは総合芸術の様式で、ギータ（メロディ・歌）、ヴァディヤ（器楽）、ヌリッタ（踊り・動き）から成る。
サンギータ・ラトゥナーカラはサンギータを２種に分類する。マールガ・サンギータとデーシー・サンギータである。マールガとは『ナーティヤ・シャーストラ』にバラタが記した古い様式のことで、デーシーは古典様式から外れ各地で独自に発達した即興的形態を指す。
サンギータ・ラトゥナーカラは７つの章（アディヤーヤ）から構成される。
1 スヴァラガターディヤーヤ（音声論）
2 ラーガヴィヴェーカーディヤーヤ（ラーガ）
3 プラキールナカーディヤーヤ（演じ方）
4 プラバンダーディヤーヤ（作詞作曲、韻律）
5 ターラーディヤーヤ（ターラ）
6 ヴァーディヤーディヤーヤ（楽器）
7 ナルタナーディヤーヤ（踊り）
第１章は８節からなる。シヴァ神に祈りを捧げる歌に始まる。シヴァは「宇宙の奏でる音の具現」である。第１節では、筆者が自らの祖先、古代の学者、そしてヒンドゥーの神々を讃える。第２節では、筆者自身の形而上・形而下哲学が述べられ、音楽はサーマ・ヴェーダに始まるとする。音楽用語の定義・理論の解説は第３節より始まる。全体を通してシヴァ神とサラスヴァティー神の名が頻繁に登場する。
第３節から第８節にわたってナーダ（音）、スヴァラ（音色）、シュルティ（微分音）、グラーマ（基本の音階）、ムールチャナー（発展の音階）、ヴァルナ（色）、ジャーティ（旋法）、アランカーラ（装飾音）、ギーティ（歌唱法）、拍子、その他音楽の基本概念を説明する。
最も純粋な音色は、サーマ・ヴェーダの中のものとされている。
第２章は２５３種のラーガを解説する。第３章はヴェーダに登場するサンギータの概要とその後の発展の歴史をまとめた後、芸能人へ向けた演芸指南をする。その指南は、劇場美術、化粧と衣装、演奏会の基準、即興の方法などに及ぶ。第５章はマールガ・デーシー合わせて１２０種のターラを解説する。
第６章ではシャールンガデーヴァが古代と１３世期以前のインド楽器を弦鳴楽器、気鳴楽器、膜鳴楽器、体鳴楽器に分けて説明する。楽器の外観、奏法、各楽器に合う曲目も紹介する。第７章では、カタックダンスを始め古典的・地方的な踊りを紹介する。表現様式、姿勢、ボディランゲージ、ラサ（「味」「情趣」の意。芸術の与える美的感情で９種ある。）、動作を解説する。

## 重要性
１３世期デリーにイスラム王朝ができると、北インド音楽は西アジアの音楽の影響を強く受け、ヒンドゥスターニー音楽へと発展していく。サンギータ・ラトゥナーカラはそれ以前のインド音楽文化を記録しているために大変貴重である。